# Przeciwciała przeciwtarczycowe
Przeciwciała przeciwtarczycowe – przeciwciała skierowane przeciwko składnikom gruczołu tarczowego, oznaczane w diagnostyce metodami radioimmunologicznymi lub immunochemicznymi.
Znane są następujące przeciwciała przeciwtarczycowe:
- anty-TSHR - przeciwciała przeciwko receptorom TSH (występują w chorobie Graves-Basedowa)
- anty-TPO - przeciwciała przeciwko peroksydazie tarczycowej
- anty-TG - przeciwciała przeciwko tyreoglobulinie
- anty-NIS - przeciwciała przeciwko białku części wewnętrznej błony komórkowej tyreocytów (zaburzają transport anionów jodkowych i kationów sodowych do wnętrza tyreocytów)
- anty-megalina - przeciwciała przeciwko megalinie; receptorowi zlokalizowanemu na luminalnej powierzchni niektórych komórek epitelialnych (rola w procesach autoimmunologicznych mniej udokumentowana)

Przeciwciała anty-TG i anty-TPO występują w przebiegu autoimmunologicznego zapalenia tarczycy.

Przeczytaj ostrzeżenie dotyczące informacji medycznych i pokrewnych zamieszczonych w Wikipedii.